# هربرت أورموند
هربرت أورموند (بالإنجليزية: Herbert Ormond)‏ هو سياسي بريطاني (وحمل سابقاً جنسية المملكة المتحدة لبريطانيا العظمى وأيرلندا)، ولد في 17 أكتوبر 1867، وتوفي في 23 أغسطس 1934.